# Тимошкино (станция)
Тимошкино — железнодорожная станция 4 класса Волховстроевского отделения Октябрьской железной дороги на участке Подборовье — Кошта (Северной ж.д.), в одноимённом населённом пункте, расположенном в Бабаевском районе Вологодской области.

## География
Соседние станции (ТР4): 046269 Ольховик и 046409 Бабаево.
Расстояние до узловых станций (в километрах): Подборовье — 68, Кошта — 102.

## История
Осенью 1901 года на территории волости начались строительные работы на участке Званка (ныне Волховстрой) — Череповец Петербурго-Вологодской ж. д..
Станция открыта в 1909 году.
В 1999 году участок Бабаево — Кошта вместе со станцией Тимошкино был электрифицирован (переменное напряжение 25 КВ). Официальное открытие движения по электрифицированному участку состоялось 1 августа 1999 года.